# Seznam družin žab
Žabe (znanstveno ime) ali brezrepci so red živali iz razreda dvoživk (Amphibia). Do sedaj je bilo opisanih okrog 5280 vrst iz tega reda. Danes živeči brezrepci se navadno delijo v tri podredove: Archaeobatrachia, Mesobatrachia in Neobatrachia. Klasifikacija temelji na morfoloških značilnostih, kot so število vretenc, oblika medeničnega obroča in morfologija paglavcev.

## Taksonomija
Kot lahko sklepamo že po imenu, so najprimitivnejši brezrepci iz podreda Archaeobatrachia. Ti so po morfoloških značilnosti podobni predvsem izumrlim brezrepcem. Večine teh značilnosti pri večini sodobnih vrst brezrepcev ne najdemo, poleg tega pa tudi niso skupne vsem družinam podreda. Edina značilnost, ki je skupna vsem vrstam podreda, pri drugih vrstah brezrepcev pa je ne najdemo, so prosta vretenca. Pri drugih vrstah so na vretenca pritrjena rebra.
Večina sodobnih vrst brezrepcev spada v podred Neobatrachia. Po morfoloških značilnostih so večinoma precej bolj dovršene kot Mesobatrachia in Archaeobatrachia. Neobatrachia imajo vsi nebnico, tj. kost, ki povezuje zgornjo čeljust z nevrokranijem. Te značilnosti ne najdmo pri nobeni vrsti podreda Archaeobatrachia in le pri nekaterih iz podreda Mesobatrachia. Tretji distalni karpus je združen s preostalimi karpalnimi kostmi. Za Neobatrachia je značilna tudi mišica dolga pritezalka (adductor longus), ki je pri Archaeobatrachia ne najdemo, pri Mesobatrachia pa le v nekaterih primerih. Dolga pritezalka je med najpomembnejšimi mišicami brezrepcev. Razvila naj bi se iz mišice grebenke (musculus pectineus), pri primitivnih brezrepcih pa do tega ni prišlo.
Mesobatrachia so razvojna povezava med Archaeobatrachia in Neobatrachia. Na splošno pri družinah podreda Mesobatrachia najdemo morfološke značilnosti, ki so tipične za oba ostala podreda. Npr. nebnice pri Archaeobatrachia ne najdemo, najdemo pa jo pri vseh Neobatrachia. V podreda Mesobatrachia pa se to razlikuje od vrste do vrste.
Zaradi številnih morfoloških značilnosti, po katerih se ločijo brezrepci, se za klasifikacijo podredov uporabljajo številni sistemi. Podred Mesobatrachia se pri tem navadno razdeli.
| Archaeobatrachia - 4 družine, 6 rodov, 27 vrst |     |                 |                                                    |             |
| Družina                                        | Rod | Slovensko ime   | Zgled                                              | Fotografija |
| Ascaphidae Fejérváry, 1923                     | 1   |                 | repata žaba (Ascaphus truei)                       |             |
| Bombinatoridae Gray, 1825                      | 2   | urhi            | nižinski urh (Bombina bombina)                     |             |
| Discoglossidae Günther, 1858                   | 2   | kolutojezičnice | iberska kolutojezičnica (Discoglossus galganoi)    |             |
| Leiopelmatidae Mivart, 1869                    | 1   | pražabe         | hohšteterjeva pražaba (Leiopelma hochstetteri)     |             |
| Mesobatrachia - 6 družin, 21 rodov, 168 vrst   |     |                 |                                                    |             |
| Družina                                        | Rod | Slovensko ime   | Zgled                                              | Fotografija |
| Megophryidae Bonaparte, 1850                   | 11  |                 | bornejska rogata žaba (Megophrys nasuta)           |             |
| Pelobatidae Bonaparte, 1850                    | 1   | česnovke        | navadna česnovka (Pelobates fuscus)                |             |
| Pelodytidae Bonaparte, 1850                    | 1   |                 | blatni potapljavec (Pelodytes punctatus)           |             |
| Pipidae Gray, 1825                             | 5   | brezjezičnice   | mala krempljarka (Hymenochirus boettgeri)          |             |
| Rhinophrynidae Günther, 1859                   | 1   | nosate krastače | mehiška nosata krastača (Rhinophrynus dorsalis)    |             |
| Scaphiopodidae Cope, 1865                      | 2   |                 | Spea hammondii                                     |             |
| Neobatrachia - 21 družin, več kot 5,000 vrst   |     |                 |                                                    |             |
| Družina                                        | Rod | Slovensko ime   | Zgled                                              | Fotografija |
| Allophrynidae Goin, Goin, in Zug, 1978         | 1   |                 | Allophryne ruthveni                                | -           |
| Amphignathodontidae Boulenger, 1882            | 2   |                 | vrečarke (Gastrotheca spp.)                        | -           |
| Arthroleptidae Mivart, 1869                    | 57  |                 | Arthroleptis tanneri                               | -           |
| Brachycephalidae Günther, 1858                 | 1   |                 | Brachycephalus didactylus                          | -           |
| Bufonidae Gray, 1825                           | 35  | krastače        | navadna krastača (Bufo bufo)                       |             |
| Centrolenidae Taylor, 1951                     | 3   | prosojne žabe   | Centrolene mariaelenae                             |             |
| Dendrobatidae Cope, 1865                       | 9   | podrevnice      | tribarvna listovka (Epipedobates tricolor)         |             |
| Heleophrynidae Noble, 1931                     | 1   | strašilca       | Heleophryne natalensis                             | -           |
| Hemisotidae Cope, 1867                         | 1   |                 | prašičevka (Hemisus marmoratus)                    | -           |
| Hylidae Rafinesque, 1815                       | 42  | rege            | rdečeoka drevesna žabica (Agalychnis callidryas)   |             |
| Hyperoliidae Laurent, 1943                     | 20  |                 | Leptopelis vermiculatus                            |             |
| Leptodactylidae Werner, 1896                   | 49  | žvižgovke       | Eleutherodactylus guttilatus                       |             |
| Mantellidae Laurent, 1946                      | 5   | -               | Mantella aurantiaca                                |             |
| Microhylidae Günther, 1858                     | 69  | ozkoustke       | Hypopachus variolosus                              |             |
| Myobatrachidae Schlegel in Gray, 1850          | 20  |                 | Pseudophryne australis                             |             |
| Ranidae Rafinesque, 1814                       | 52  | prave žabe      | sekulja (Rana temporaria)                          |             |
| Rhacophoridae Hoffman, 1932                    | 9   | jadralke        | Rhacophorus malabaricus                            |             |
| Rhinodermatidae Bonaparte, 1850                | 1   | kljunate žaba   | kljunata žabe (Rhinoderma darwinii)                |             |
| Sooglossidae Noble, 1931                       | 2   | sejšelske žabe  | gardinerjeva sejšelska žaba (Sooglossus gardineri) | -           |